# Centruroides caral
Espèce
Centruroides caral est une espèce de scorpions de la famille des Buthidae.

## Distribution
Cette espèce est endémique du département d'Izabal au Guatemala. Elle se rencontre vers Morales à 510 m d'altitude dans la Sierra de Caral.

## Description
Le mâle holotype mesure 44,35 mm.

## Étymologie
Son nom d'espèce lui a été donné en référence au lieu de sa découverte, la Sierra de Caral.

## Publication originale
- Armas & Trujillo, 2013 : « A New Species of the Genus Centruroides Marx, 1890 (Scorpiones: Buthidae) from Guatemala. » Euscorpius, no 172, p. 1-5 (texte intégral).